# شوتا ایواتا
شوتا ایواتا (انگلیسی: Shota Iwata؛ زادهٔ ۱۷ ژوئن ۱۹۸۸) بازیکن فوتبال اهل ژاپن است.